# Elina Gravin
Elina Elisabeth Gravin, även omnämnd som Elina Grawin, född 25 januari 2007 i Stockholm, är en svensk gymnast.

## Karriär
Gravin tog guld i barr vid de nordiska mästerskapen för juniorer 2021 och 2022. Vid världscuptävlingen i Doha 2023 placerade hon sig på en sjätteplats i grenfinalen i fristående.